# الفتر
الفتر (به آلمانی: Alfter) یک شهر در آلمان است که در نوردراین-وستفالن واقع شده‌است.

## خصوصیات
الفتر ۳۴٫۷۳ کیلومترمربع مساحت دارد ۷۶ متر بالاتر از سطح دریا واقع شده‌است.